# Tomizava Kijosi
Tomizava Kijosi (1943. december 3. –) japán válogatott labdarúgó.
A japán válogatott tagjaként részt vett az 1964. és az 1968. évi nyári olimpiai játékokon.

## Statisztika
| Japán válogatott | Japán válogatott | Japán válogatott |
| Időszak          | Mérk.            | gól              |
| ---------------- | ---------------- | ---------------- |
| 1965             | 2                | 0                |
| 1966             | 0                | 0                |
| 1967             | 1                | 0                |
| 1968             | 1                | 0                |
| 1969             | 0                | 0                |
| 1970             | 2                | 0                |
| 1971             | 3                | 2                |
| Összesen         | 9                | 2                |